# شريف أشرف
شريف أشرف  لاعب كرة قدم مصري يلعب حاليا لصالح نادي زد.
لاعب نادى الزمالك السابق ،انتقل إليه في عام 2007 وشريف لاعب يجيد اللعب بكلا القدمين والرأس وانتقل من الاهلي بعد تجاهل لتجديد عقده وفرض شرط التجديد بمبلغ بخس له مع انه هداف كل مراحل الناشئين التي مر بها، مما دفعه للانتقال لنادي الزمالك منافس الاهلي الرئيسي في مصر وأحد اقطاب الكرة هناك، حيث اثبت نفسه بثلاثة اهداف في مباراتان متتاليتين.
ثم انتقل إلى نادى الجونه المصري في موسم 2010/2011 بعد استغناء النادى عنه ثم بعد ذلك احترف في الدورى الفنلندي في صفوف نادي هلسنكي، وأعير بعدها لأندية كلوب 04 ويارو الفنلنديان و لعب مع نادي جدة السعودي .

## روابط خارجية
- شريف أشرف على موقع قاعدة بيانات كرة القدم.إي يو (الإنجليزية)
- شريف أشرف على موقع ناشيونال فوتبول تيمز (الإنجليزية)
- شريف أشرف على موقع Soccerway.com (الإنجليزية)
- شريف أشرف على موقع كووورة